# Sybra flavolineata
Sybra flavolineata là một loài bọ cánh cứng trong họ Cerambycidae.